# Radomsko
Radomsko je město v Polsku v Lodžském vojvodství ve stejnojmenném okrese. Leží na řece Radomce, přibližně 37 kilometrů severovýchodně od Čenstochové. První zmínky pocházejí z roku 1243, roku 1266 obdrželo městská práva. V roce 2024 zde žilo 42 718 obyvatel.

## Pamětihodnosti
- Františkánský klášter z roku 1543
- Dřevěný kostel svaté Máří Magdaleny z 16. století
- Kostel svatého Lamberta z let 1869–1876
- Radnice z roku 1857

## Osobnosti
- Tadeusz Różewicz (1921–2014) – spisovatel
- Mariusz Czerkawski (* 1972) – hokejista
- Mateusz Więcławek (* 1993) – herec

## Partnerská města
- Kirjat Bialik, Izrael
- Lincoln, Spojené království
- Makó, Maďarsko
- Olaine, Lotyšsko
- Wozniesiensk, Ukrajina